# Alfred Klinkan
Alfred Klinkan (* 30. April 1950 in Judenburg; † 17. September 1994 in Wien) war ein österreichischer Maler. Er gehörte zu den Hauptvertretern der Neuen Malerei Österreichs.

## Leben
Klinkan studierte von 1970 bis 1974 an der Akademie der bildenden Künste Wien bei Josef Mikl und Wolfgang Hollegha. Nach Ende seines Studiums wurde Klinkan im Jahr 1976 mit dem Preis für zeitgenössische Malerei des Landes Steiermark ausgezeichnet und erhielt ein Stipendium für die Antwerpener Akademie der Bildenden Künste.
In den Jahren 1979 bis 1981 und 1984 lebte Klinkan vorwiegend in Antwerpen.
1985 erfolgte die Übersiedlung nach Freising und die Eröffnung seines Ateliers in München. Im selben Jahr heiratete Klinkan Hedwig Abert. Zwei Söhne wurden geboren.

## Auszeichnungen
- 1972 Meisterschulpreis

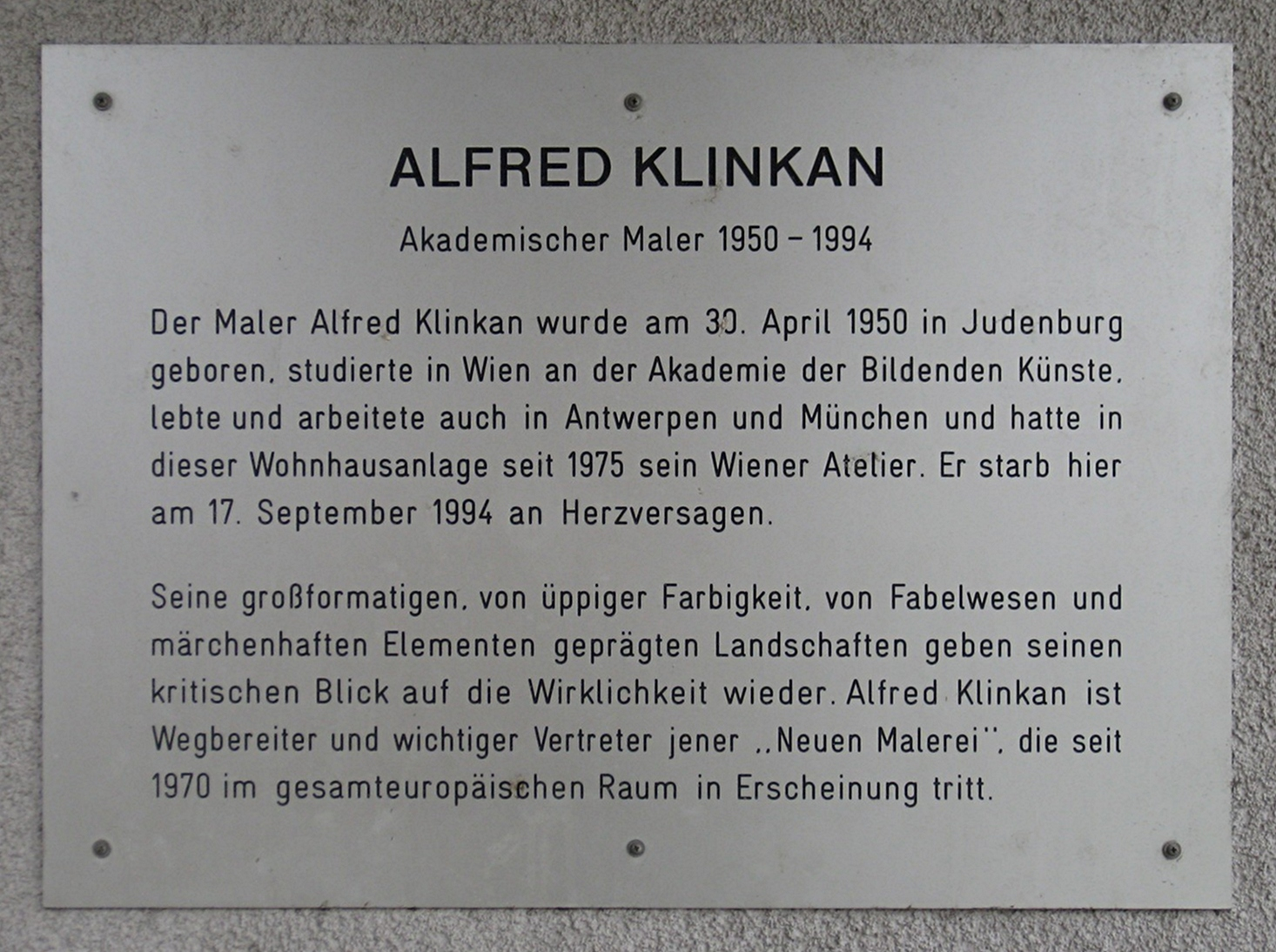
Gedenktafel am Alfred-Klinkan-Hof in Donaustadt

- 1974 Abgangspreis der Akademie der bildenden Künste Wien
- 1976 Preis der Stadt Wien „Geist und Form“
  - Kunstpreis des Landes Steiermark für zeitgenössische Malerei
- 1978 Grafikwettbewerb Innsbruck
- 1980 Europapreis, Goldmedaille, Ostende
- 1981 Erster Preisträger vom Otto-Mauer-Preis
- 2003 wurde der Alfred-Klinkan-Hof in Donaustadt nach ihm benannt.[1]

## Öffentliche Sammlungen und Ausstellungen

### Einzelausstellungen (Auswahl)
- 1975 „25. Geburtstagskofferausstellung“, Modern Art Galerie, Wien
- 1976 „ich bin der zweitbeste in Mitteleuropa“, Wiener Secession, Wien
- 1977 „De houtsneden van Albrecht Dürer“, Galerie de zwarte panter, Antwerpen
- 1978 „Im Schlieraffenland oder die Wunderwelt von A-Sch“, Neue Galerie, Graz
- 1979 „Ich bin ein Hirsch“, Galerie Ariadne, Wien
- 1980 „Koortsthermometer“, Galerie de zwarte panter, Antwerpen
- 1982 „Der kleine und der große Bär“, Galerie Krinzinger, Innsbruck
- 1985 „Antwerpen 1984. Ölbilder und Aquarelle“, Neue Galerie, Graz; Galerie Ropac, Salzburg; Galerie Steinek, Wien; Städtische Galerie, Zagreb; Rotovz Salon, Maribor
- 1989 „Das Narrenlicht“, Kärntner Landesgalerie, Klagenfurt
- 1993 „Uhrlaub und andere Tagebuchbilder“, Galerie im Traklhaus, Salzburg
- 1995 „Alfred Klinkan – zur Erinnerung“, Akademie der bildenden Künste, Wien
  - „Krampus und Nikolo“, Galerie bei der Albertina, Wien
- 1996 „Alfred Klinkan. Bilder aller Art 1972 - 1989“, Kulturhaus der Stadt Graz, Graz
  - „Alfred Klinkan. Bilder aller Art 1972 – 1989“, Galerie bei der Albertina, Wien
- 2000 „Alfred Klinkan 50. Geburtstagsausstellung. Bilder aus Antwerpen 1979-1981“, Galerie bei der Albertina, Wien
- 2004 „Alfred Klinkan“, Museum für Gegenwartskunst Stift Admont, Admont
- 2008 „Die fabelhafte Welt des Alfred Klinkan“, Galerie bei der Albertina, Wien
- 2014 „Alfred Klinkan 1950–1994 Wien Antwerpen München–Stilleben, außer es kommt der Wind!“, Galerie bei der Albertina, Wien
- 2019 "Alfred Klinkan: Wasnichtallessorauskommt" Universalmuseum Joanneum Neue Galerie Graz, kuratiert von Günther Holler-Schuster[2]
- 2020 "Alfred Klinkan, Bilder aller ART", Galerie bei der Albertina, Wien

### Öffentliche Auftragsarbeiten
- 1987 Wandgestaltung Eingangshalle LKH Rottenmann, Steiermark: Cinema en flinder, Öl/Lwd., 290 × 700 cm

Wandgestaltung Speisesaal Forstwirtschaftliche Berufsschule Bruck an der Mur, Steiermark: Die magere und die fette Küche, Öl/Lwd., Diptychon, je 200 × 300 cm
- 1991 Wandgestaltung AKH Wien: Atlanta fugiens, Öl/Lwd., Diptychon, je 204 × 200 cm
- 1992 Wandgestaltung Funktionstrakt des LKH Judenburg: Im Garten der Generationen, Öl/Lwd., vierteiliges Bild, je 200 × 200 cm, aus dem Jahr 1983

### Filme
Im Rahmen des Regiestudiums von Alexander Schukoff auf der Wiener Filmakademie wurde 1976 gemeinsam der Kurzfilm "Alfred Klinkan: Meine Selbstdarstellung" hergestellt. Dieser Film war jahrzehntelang nicht in der Öffentlichkeit und wurde 2019 von der Familie Klinkan und von Günther Holler-Schuster in der Neue Galerie Graz des Joanneum in Graz wieder aufgeführt.